# 554 Пераґа
554 Пераґа (554 Peraga) — астероїд головного поясу, відкритий 8 січня 1905 року Паулєм Ґьотцом у Гейдельберзі.